# Герб Тетюшского района
Герб Тетю́шского муниципального района Республики Татарстан Российской Федерации — опознавательно-правовой знак, служащий официальным символом муниципального образования.
Герб утверждён Решением № 6-4 Совета Тетюшского муниципального района 6 декабря 2005 года.
Герб внесён в Государственный геральдический регистр Российской Федерации под регистрационном номером 2128 и в Государственный геральдический реестр Республики Татарстан под № 34.

## Описание герба
«В червлёном (красном) поле два турнирных копья накрест между двух тарчей с теневым изображением сияющего солнца на каждом, сопровождаемые во главе узким сдвоенным волнистым поясом; все фигуры серебряные».

## Символика герба

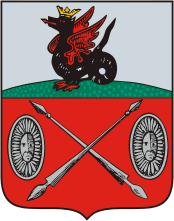
Герб Тетюши (1781 год)

За основу герба Тетюшского муниципального района герб города Тетюши Казанского Наместничества, Высочайше утверждённый 18 октября 1781 года (по старому стилю). Описание исторического герба гласит:

«Въ верхней части щита, гербъ Казанскій. Въ нижней, два серебряныя рыцарскія копья и два щита, въ красномъ полѣ, въ знакъ того, что обыватели сего мѣста суть старыхъ служебъ служилые люди, употреблявшіе въ древности съ похвалою оныя орудія».

Волнистые серебряные полосы в гербе отражают месторасположение района на берегу Куйбышевского водохранилища.
Красный цвет — символ мужества, силы, труда и красоты.
Серебро — символ чистоты, совершенства, мира и взаимопонимания.

## История герба
Реконструкция исторического герба Тетюши для официального герба Тетюшского района произведена Геральдическим советом при Президенте Республики Татарстан совместно с Союзом геральдистов России в составе:
Рамиль Хайрутдинов (г. Казань), Радик Салихов (Казань), Константин Мочёнов (Химки), Кирилл Переходенко (Конаково), Роберт Маланичев (Москва), Галина Русанова (Москва).